# HKTC-Technologies
 (mai 2024).
La mise en forme du texte ne suit pas les recommandations de Wikipédia : il faut le « wikifier ».
Les points d'amélioration suivants sont les cas les plus fréquents :
- Les titres sont pré-formatés par le logiciel. Ils ne sont ni en capitales, ni en gras.
- Le texte ne doit pas être écrit en capitales (les noms de famille non plus), ni en gras, ni en italique, ni en « petit »…
- Le gras n'est utilisé que pour surligner le titre de l'article dans l'introduction, une seule fois.
- L'italique est rarement utilisé : mots en langue étrangère, titres d'œuvres, noms de bateaux, etc.
- Les citations ne sont pas en italique mais en corps de texte normal. Elles sont entourées par des guillemets français : « et ».
- Les listes à puces sont à éviter, des paragraphes rédigés étant largement préférés. Les tableaux sont à réserver à la présentation de données structurées (résultats, etc.).
- Les appels de note de bas de page (petits chiffres en exposant, introduits par l'outil «  Source ») sont à placer entre la fin de phrase et le point final[comme ça].
- Les liens internes (vers d'autres articles de Wikipédia) sont à choisir avec parcimonie. Créez des liens vers des articles approfondissant le sujet. Les termes génériques sans rapport avec le sujet sont à éviter, ainsi que les répétitions de liens vers un même terme.
- Les liens externes sont à placer uniquement dans une section « Liens externes », à la fin de l'article. Ces liens sont à choisir avec parcimonie suivant les règles définies. Si un lien sert de source à l'article, son insertion dans le texte est à faire par les notes de bas de page.
- La présentation des références doit suivre les conventions bibliographiques. Il est recommandé d'utiliser les modèles {{Ouvrage}}, {{Chapitre}}, {{Article}}, {{Lien web}} et/ou {{Bibliographie}}. Le mode d'édition visuel peut mettre en forme automatiquement les références.
- Insérer une infobox (cadre d'informations à droite) n'est pas obligatoire pour parachever la mise en page.

Pour une aide détaillée, merci de consulter Aide:Wikification.
Si vous pensez que ces points ont été résolus, vous pouvez retirer ce bandeau et améliorer la mise en forme d'un autre article.
 (décembre 2024).
 (mai 2024).
 (mai 2024).
HKTC Technologies est une entreprise française spécialisée dans l'intégration de solutions robotiques innovantes. Fondée en 2018, HKTC est une filiale d'Hydrokit, détenue à parts égales par Hydrokit et Carré. L'entreprise se concentre sur le développement de robots autonomes et de systèmes de vision pour diverses applications industrielles et agricoles.

## Histoire
A l'origine, en 2018, HKTC-Technologies avait pour but de continuer le projet Anatis et de le mener jusqu'à la commercialisation, ce qui a été fait en juillet 2021.
En 2022, Cormiers, expert en traitement d'image, est racheté par HKTC-Technologies. Cette collaboration permet l'intégration de la caméra Weeder Pilot, leur permettant de se placer dans le domaine de la vision agricole.
En 2023, la société est rachetée en totalité par le groupe Vensys, l'intégrant pleinement dans le groupe.

## Activités
De nos jours, HKTC-Technologies est spécialisé dans l'étude de projets innovants liés à la robotique mobile. Elle s’appuie sur ses compétences dans les domaines de l'Électronique, la Mécanique, l'Hydraulique et la Mécatronique, notamment avec le groupe Vensys dont elle fait partie par sa société mère Hydrokit.
L’entité a pour objectif de réaliser des études de robotique autonome mobile dans les domaines suivants : agriculture, travaux publics, maritime, construction et défense.

## Produits et Solutions
Les principaux produits et solutions de HKTC comprennent des robots autonomes pour l'agriculture et le TP, des systèmes de vision intégrés, et divers autres équipements robotiques conçus sur mesure pour répondre aux besoins spécifiques de leurs clients.

## Glossaire
«Hydrokit» est une entreprise qui conçoit et commercialise d’une large gamme de kits et équipements hydraulique, électro-hydrauliques pour l'agricole, matériels TP...
«Carré» est une entreprise spécialisée dans les outils agricoles.
«Anatis» est un robot mobile autonome qui permet de réaliser des travaux de désherbage mécanique dans le maraichage.
«Vensys» est un pôle d’experts en électro-hydraulique qui s’appuie sur la complémentarité et la synergie des différentes filiales d’Hydrokit. Ce groupe est composé d’Hydrokit, HKTC, In Situ, Mécanokit, Soerma.TP, ASE, Sofydra et Hydrodis.